# 給地
給地（きゅうち）とは、領主である主君が家臣・被官に与えた土地、もしくはその土地の支配権のことである。給知（きゅうち）とも表記されることもある。

## 概要
荘園制のもとでは荘園領主が下司などの荘官や荘内の手工業者に対して与える土地を、幕府や武家では家臣・被官に対して与える土地を指す。与えた者は給主、与えられた者は給人などと呼ばれた。
田地が与えられる場合には給田と称され、年貢・公事の負担を免除されていた。また、免田・給名のように田地に賦課された負担の一部のみが免除される形態もあった。なお、鎌倉幕府が承久の乱後に導入した新補地頭の場合、荘園内の田地11町につき1町を地頭の給田に充てることが認められている。
戦国時代の分国法では、家臣が私的な売買で購入した土地（買得地）は売買の自由が認められていたが、給地の売買は禁止されているのが原則であった。
江戸時代においては、江戸幕府が大名に与えた給地は領分（りょうぶん）、江戸幕府が旗本・御家人に与えた土地や大名が家臣に与えた給地は知行所（ちぎょうしょ）と呼称されていたが、川越街道白子宿等、幕府が伊賀者に与えた土地は伊賀者給地と呼称された。